# John Charles Frémont
John Charles Frémont (anglès: John C. Frémont)  (Savannah, 21 de gener de 1813 - Manhattan, 13 de juliol de 1890) va ser un explorador i polític estatunidenc. Durant la dècada de 1840 va dirigir quatre expedicions a l'oest nord-americà.

## Epònims de plantes
- Western rosinweed (Calycadenia fremontii)
- pincushion flower (Chaenactis fremontii)
- goosefoot (Chenopodium fremontii)
- California flannelbush (Fremontodendron californicum)
- Mexican flannelbush (Fremontodendron mexicanum)
- silk tassel (Garrya fremontii)
- moss gentian (Gentiana fremontii)
- vernal pool goldfields (Lasthenia fremontii)
- tidytips (Layia fremontii)
- desert pepperweed (Lepidium fremontii)
- desert boxthorn (Lycium fremontii)
- barberry (Mahonia fremontii)
- bush mallow (Malacothamnus fremontii)
- monkeyflower (Mimulus fremontii)
- phacelia (Phacelia fremontii)
- desert combleaf (Polyctenium fremontii)
- cottonwood tree (Populus fremontii)
- desert apricot (Prunus fremontii)
- indigo bush (Psorothamnus fremontii)
- mountain ragwort (Senecio fremontii)
- yellowray gold (Syntrichopappus fremontii)
- chaparral death camas (Toxicoscordion fremontii)

### Llocs
Comtats dels Estats Units:
- Fremont County, Colorado
- Fremont County, Idaho
- Fremont County, Iowa
- Fremont County, Wyoming.

Ciutats i poblacions:
- Fremont (Califòrnia)
- Fremont, Indiana
- Fremont, Michigan
- Fremont, Minnesota
- Fremont, Nebraska
- Fremont, New Hampshire
- Fremont, Steuben County, New York

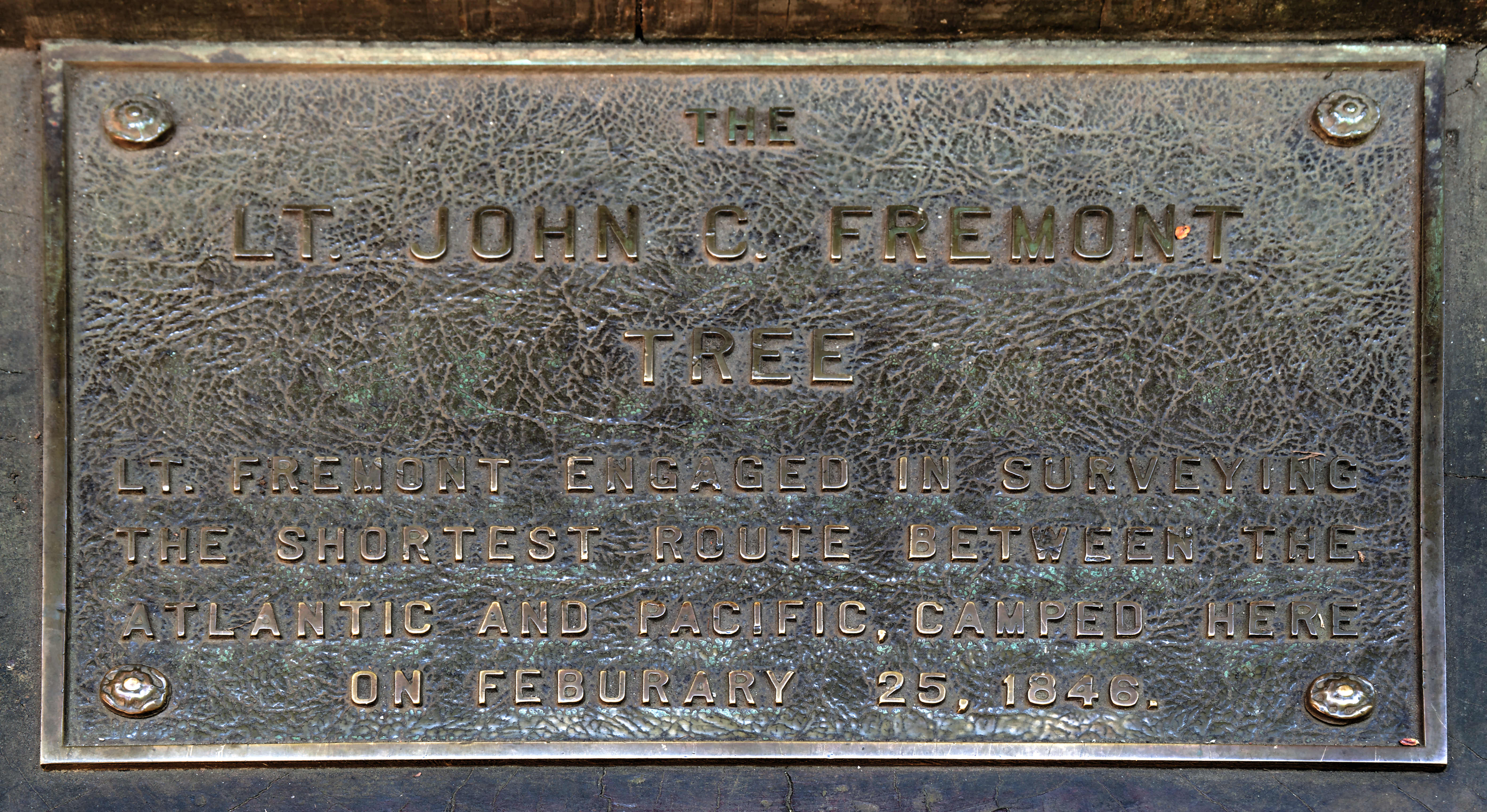
Placa a Henry Cowell Redwoods State Park, Redwood Grove

- Fremont, Sullivan County, New York
- Fremont, Ohio
- Fremont, Utah
- Fremont, Clark County, Wisconsin
- Fremont, Waupaca County, Wisconsin (town)
- Fremont, Wisconsin, (village; also in Waupaca County)

Característiques geogràfiques:
- Fremont Peak (Wyoming) a les Wind River Mountains
- Fremont Peak (California) a San Benito County, Califòrnia
- Fremont Peak a San Francisco Peaks
- Fremont Island a Great Salt Lake
- Fremont Canyon on the North Platte River a Wyoming
- Fremont River (Utah), un afluent del Colorado River